# LINOAS
LINOAS（リノアス）は、ザイマックス関西が大阪府八尾市の近鉄八尾駅前で運営するショッピングセンター。

## 概要
西武八尾店（西武八尾ショッピングセンター）の閉店後、入居した「八尾光町駅前ビル」の所有者である八尾ビルディングと八尾都市開発が10～15億円を投じ、建物を改装し、ビル運営を手掛けるザイマックスが施設の管理と運営を委託され、2017年9月15日に開業した商業施設である。
前身の西武八尾店は1981年5月に開業し、売上高は1991年度（平成3年度）に約383億円となったが、2015年度（平成27年度）には約155億円に低下し、2017年（平成29年）閉店に至った。
西武時代から続投するユニクロ、ロフト、エディオンなどのテナントや各種小売・サービス店舗をはじめ、食品販売・飲食店がテナントとして入居。公共的な窓口としては、就労支援を行う「八尾市ワークスペース」があるほか、2018年8月8日には地元企業の新製品開発などを促すオープンイノベーション拠点「みせるばやお」が8階に開設した。

### 建物データ
- 店舗面積：40,030 m2[広報 4]（12,109 坪[広報 4]）
- 建物構造：鉄骨鉄筋コンクリート造[広報 4]
  - 階数：地下1階 - 地上8階[広報 5]
- 竣工年：1981年[広報 4]（2006年増築[広報 4]）

### 名称の由来
「LINO」はハワイ語で『光る』『輝く』『結びつく』を意味し、「AS」は日本語の『明日』を組み合わせた造語。

## ギャラリー

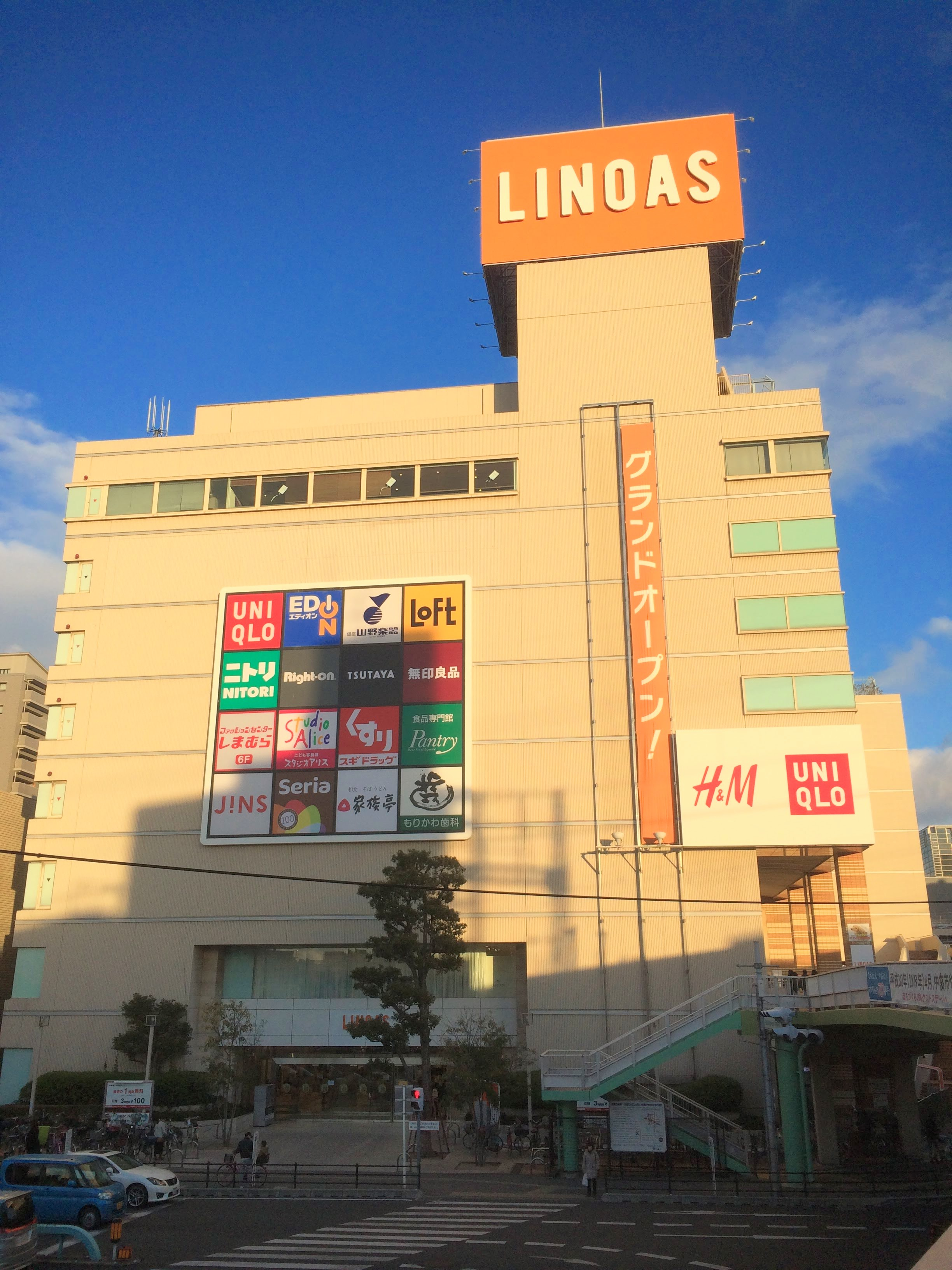
グランドオープン後の外観（2018年1月）
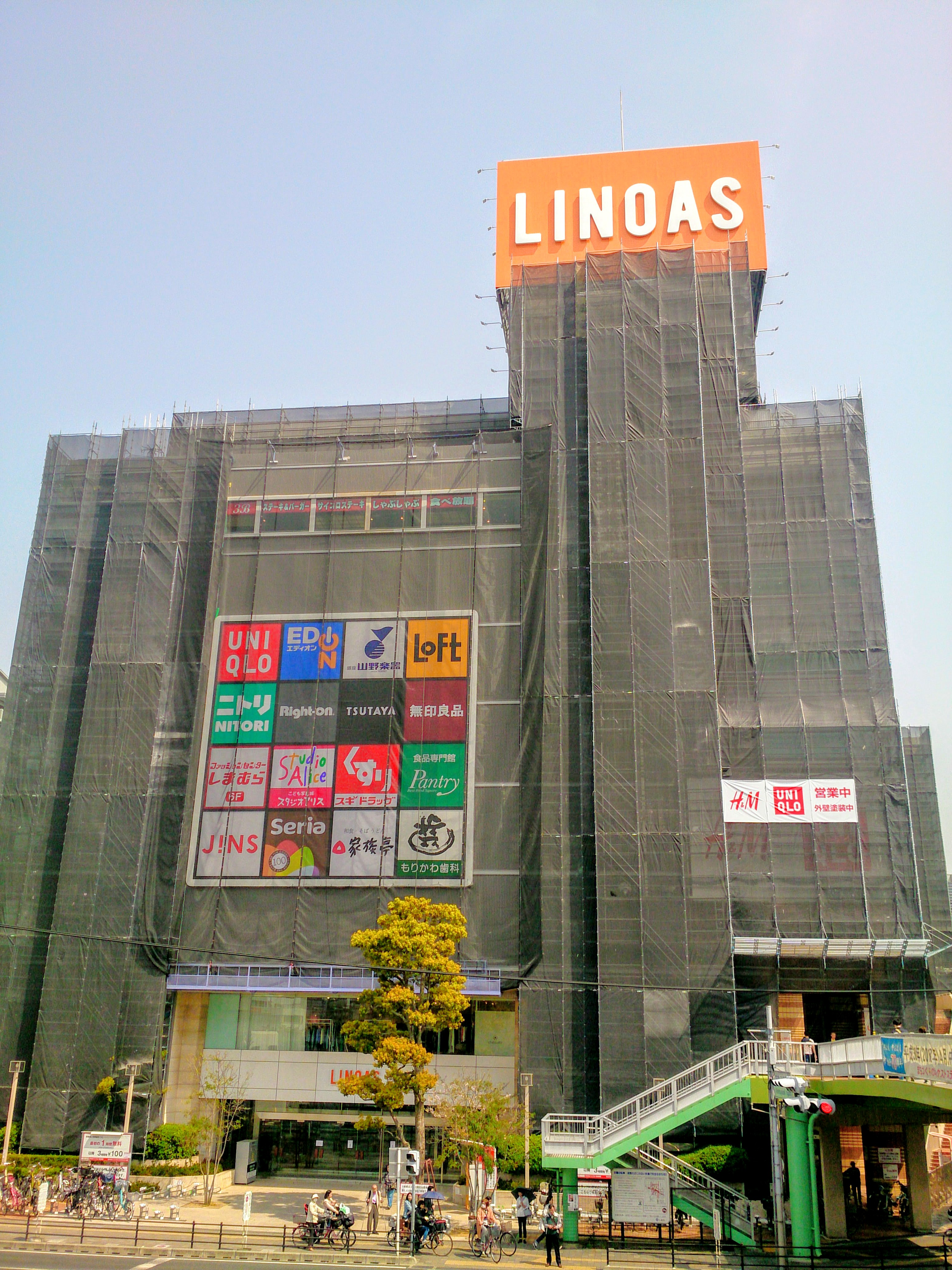
外壁工事中の様子（2018年4月）
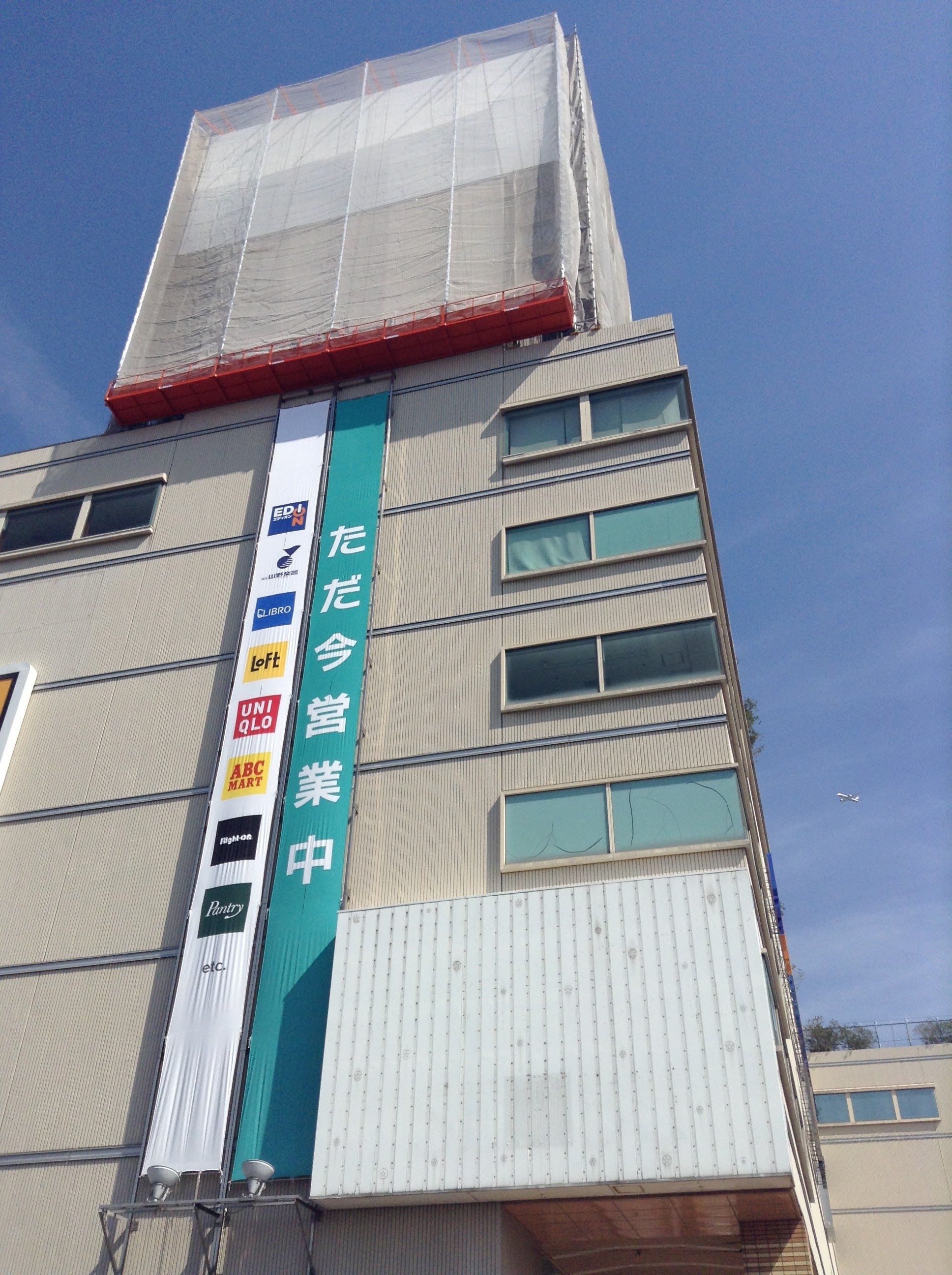
前身の八尾駅前商業ビル（2017年3月）
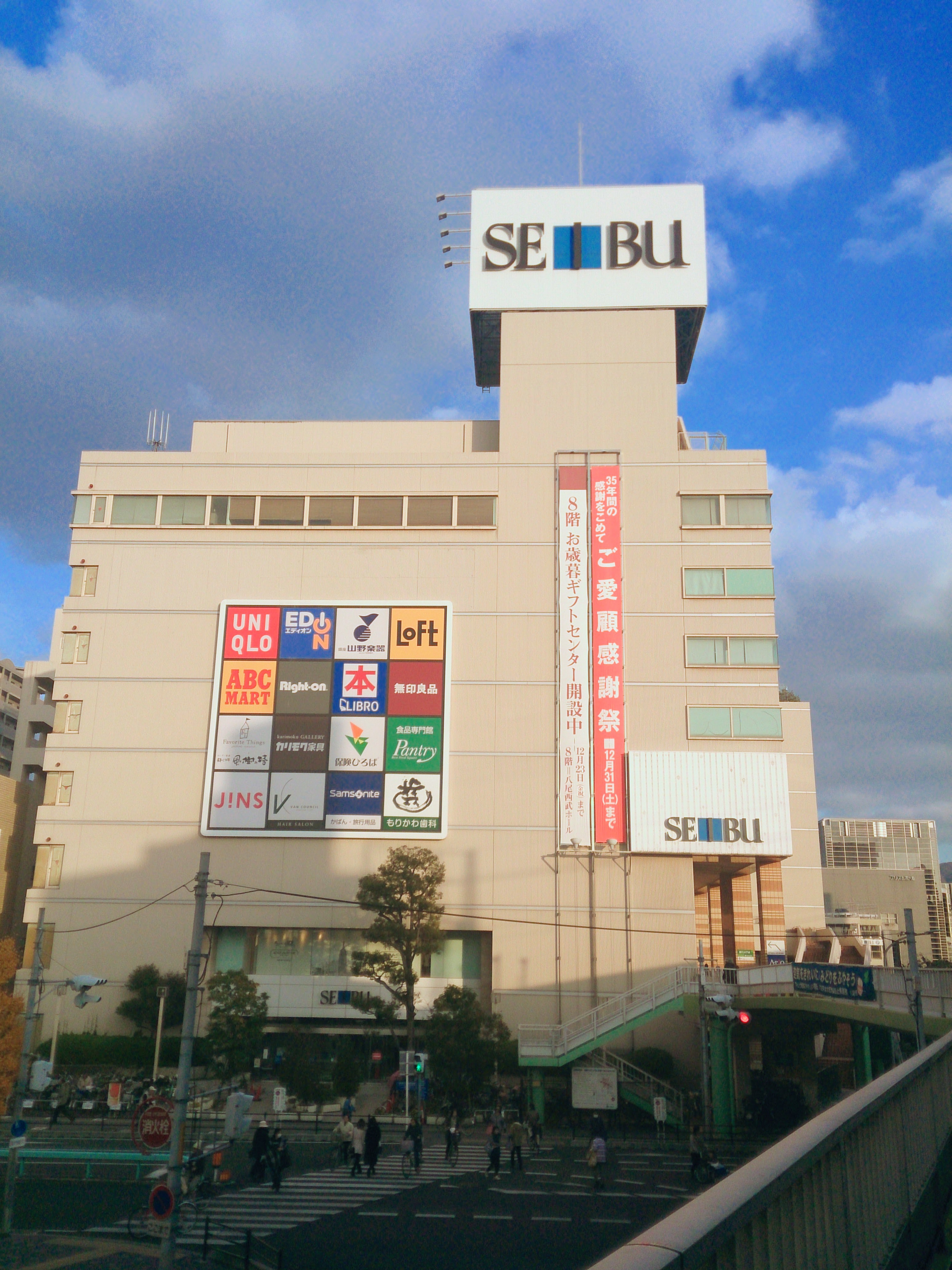
八尾駅前商業ビルの前身の西武八尾店（2016年12月）
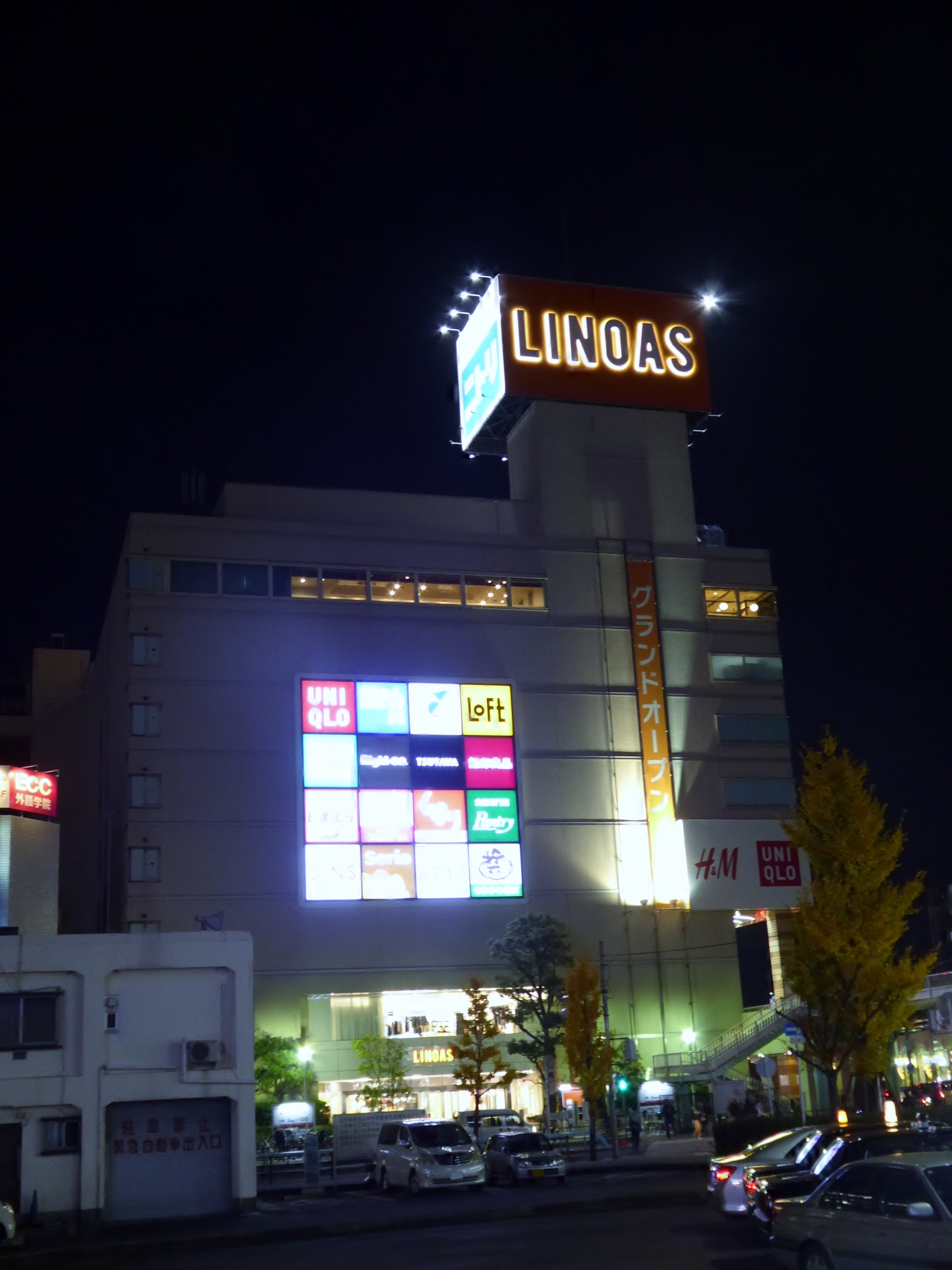
ライトアップされた様子
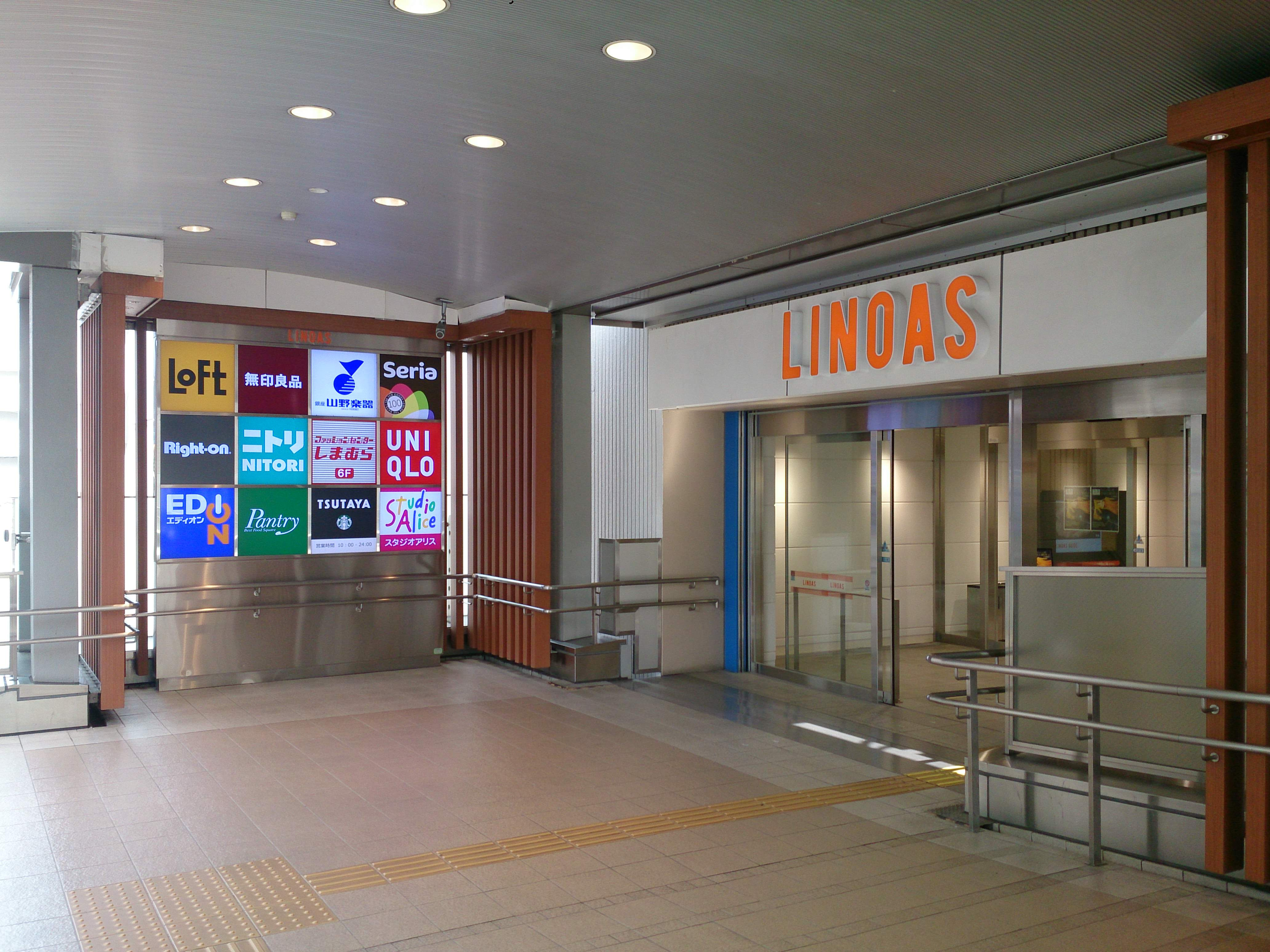
Ario連絡通路側の入口

## 交通・アクセス方法
- 近鉄（大阪線）近鉄八尾駅より東へ約200m[5]（徒歩：約3分[5]）